# Julie De Wilde
Julie De Wilde (Gante, 8 de diciembre de 2002) es una deportista belga que compite en ciclismo en la modalidad de ruta. Ganó dos medallas de bronce en el Campeonato Mundial de Ciclismo en Ruta, en los años 2023 y 2024, ambas en la prueba de contrarreloj sub-23.

## Medallero internacional
| Campeonato Mundial | Campeonato Mundial    | Campeonato Mundial | Campeonato Mundial  |
| Año                | Lugar                 | Medalla            | Competición         |
| ------------------ | --------------------- | ------------------ | ------------------- |
| 2023               | Glasgow (Reino Unido) | Medalla de bronce  | Contrarreloj sub-23 |
| 2024               | Zúrich (Suiza)        | Medalla de bronce  | Contrarreloj sub-23 |

## Palmarés
2022
- Konvert Kortrijk Koerse
- Grisette Gran Premio de Valonia

2023
- SPAR Flanders Diamond Tour

2025
- Gran Premio Oetingen